# Paul England
 Paul England  va ser un pilot de curses automobilístiques australià nascut el 28 de març del 1929 a Melbourne, Austràlia que va arribar a disputar curses de Fórmula 1.

## A la F1
Va debutar a la sisena cursa de la temporada 1957 (la vuitena temporada de la història) del campionat del món de la Fórmula 1, disputant el 4 d'agost del 1957 el GP d'Alemanya al Circuit de Nürburgring.
Paul England va participar en una única cursa puntuable pel campionat de la F1, havent de retirar-se per problemes mecànics i, per tant, no aconseguint cap punt pel campionat.

## Resultats a la Fórmula 1
| Any  | Equip                | Xassís      | Motor  | 1   | 2   | 3   | 4   | 5   | 6       | 7   | 8   | Posició | Punts |
| ---- | -------------------- | ----------- | ------ | --- | --- | --- | --- | --- | ------- | --- | --- | ------- | ----- |
| 1957 | Ridgeway Managements | Cooper (F2) | Climax | ARG | MON | 500 | FRA | GBR | ALE Ret | PES | ITA | -       | 0     |

### Resum
| Curses: | Victòries: | Pòdiums: | Poles: | Voltes ràpides: | Punts: |
| ------- | ---------- | -------- | ------ | --------------- | ------ |
| 1       | 0          | 0        | 0      | 0               | 0      |